# قرن ماجد (دوعن)

تعديل مصدري - تعديل

قرن ماجد هي إحدى قرى عزلة صيف بمديرية دوعن التابعة لمحافظة حضرموت، بلغ تعداد سكانها 147 نسمة حسب تعداد اليمن لعام 2004.

## روابط خارجية
- World Gazetteer:Yemen
- المركز الوطني للمعلومات باليمن